# Last Time I Saw You (песня)
«Last Time I Saw You» (с англ. — «В нашу последнюю встречу») — песня американской хип-хоп-исполнительницы и певицы Ники Минаж, записанная для её пятого студийного альбом Pink Friday 2. Она была выпущена 1 сентября 2023 года, в качестве лид-сингла из альбома. Сингл получил положительные отзывы от критиков и достиг 23-й строчки в американском чарте Billboard Hot 100.

## Предыстория
5 июня 2023 года, Минаж анонсировала, что релиз альбома состоится 20 октября того же года. 29 июня она анонсировала, что альбом будет называться Pink Friday 2, в честь её дебютного альбома Pink Friday, и сообщила, что перенесла дату выхода на 17 ноября, заявив, что «оно того стоит». 14 августа, артистка представила на прямой трансляции в Instagram отрывок новой композиции. Позже, Минаж сообщила, что песня называется «Last Time I Saw You», а 25 августа был открыт предзаказ сингла, с датой выхода 1 сентября.

## Лирика
В интервью Зейну Лоу, Минаж сообщила, что песня отражает эмоции артистки, связанные со смертью её отца через небольшой период времени, после рождения её сына: «Последнее, что я ожидала, родив ребёнка, — потерять отца».

## Отзывы и успех
XXL в своей рецензии написали, что песня «больше поп, чем её предыдущие синглы». Uproxx заметили, что в песне Минаж больше «больше полагается на свой вокал, […] рассказывая о чрезвычайно травмирующем опыте». Consequence назвали песню «мечтательной» и «меланхоличной», «рассказывающей историю о потери, затрагивая тему надежды». Stereogum написали, что песня звучит «роскошно и многогранно» и является «завораживающей поп-песней с большим количеством вокала», а Минаж «почти не читает рэп», рассказывая «о сожалениях после потери». NME назвали песню «эмоциональной». The Fader написали, что в песне Минаж «показывает свои эмоции».
В коммерческом плане, сингл имел умеренный успех. В США, сингл дебютировал на 23-й строчке чарта Billboard Hot 100. В Великобритании, сингл достиг 46-й строчки, а в Канаде достиг 48-й.

## Живые выступления
12 сентября 2023 года, Минаж исполнила сингл на премии MTV Video Music Awards.

## Позиции в чартах
| Чарт (2023)                           | Высшая позиция |
| ------------------------------------- | -------------- |
| Австралия (ARIA Hip Hop/R&B)          | 33             |
| Канада (Billboard Canadian Hot 100)   | 48             |
| Мир (Billboard Global 200)            | 36             |
| Ирландия (IRMA)                       | 67             |
| Япония (Billboard Japan)              | 14             |
| Новая Зеландия (RMNZ)                 | 3              |
| Великобритания (UK Singles Chart)     | 46             |
| США (Billboard Hot 100)               | 23             |
| США (Billboard Hot R&B/Hip-Hop Songs) | 6              |